# Franco Lo Cascio
Franco Lo Cascio (* 29. August 1946 in Rom) ist ein italienischer Filmregisseur und Pornofilmer.

## Leben
Lo Cascio trat als Regieassistent Fernando Di Leos 1967 die Filmbühne und arbeitete bis 1974 in dieser Funktion an rund fünfzehn Genrefilmen. 1974 debütierte er mit zwei Franco-Franchi-Komödien und einem düsteren Horror-Thriller, Un urlo dalle tenebre, der offiziell nur Koregisseur Elo Pannacciò zugeschrieben wurde und der als Exorzist II gedreht wurde. Nach einem erotischen Film zog sich Lo Cascio für einige Jahre von der Regie zurück und wandte sich dem Vertrieb und Import meist französischer pornografischer Filme zu (mit Diego Spataro hatte er die Firma „Patrizia Cinematografica“ gegründet) und wirkte dann ab 1984 als Regisseur zahlreicher dieser Hardcore-Filme. Dabei arbeitete er oft mit Marina Frajese zusammen und benutzte die Pseudonyme Lucky Faar Delly und Luca Damiano. 1994 war er bei zahlreichen Produktionen gemeinsam mit Joe D’Amato verantwortlich. Lo Cascio gilt als einer der wichtigsten Personen dieser Filmrichtung. 1996 gewann sein Amleto – per amore di Ofelia einen AVN Award als beste europäische Produktion; zweimal wurden seine Filme mit einem FICEB Award ausgezeichnet.

## Filmografie (Auswahl)
- 1970: Quel maledetto giorno d’inverno (Produzent)
- 1974: Der kleine Polizist (Piedino il questurino)
- 1975: Ah sì? E io lo dico a Zzzzorro!
- 1976: Un urlo dalle tenebre
- 1996: Amleto – per amore di Ofelia (Pornofilm)
- 1996: Séparée im Orientexpress (Orient Express) (Pornofilm)